# François Bel (1805-1891)
Pour les articles homonymes, voir François Bel et Bel (homonymie).
François Bel, né le 25 novembre 1805 à Rumilly (Mont-Blanc) et mort le janvier 1891 (Savoie), est un magistrat de Chambéry et député de la Gauche républicaine de la IIIe République.

## Carrière

### Origines
François Bel naît le 25 novembre 1805, à Rumilly, dans le département du Mont-Blanc. Le duché de Savoie a été annexé en 1792.
Il possède le domaine de Chantemerle, à La Chavanne, à proximité du lac de Sainte-Hélène-du-Lac. Il est à l'origine, avec les libéraux Henri Ract et Lacoste-Fleury, de la fondation de la Société centrale d'agriculture.

### Carrière dans la magistrature
Il est avocat au barreau de Chambéry.
Juriste, il obtient le poste de juge du mandement de Montmélian le 12 juillet 1831. Il se présente au conseil provincial de la Savoie Propre en 1859, mais échoue.

### Carrière politique
Il devient maire de Montmélian en 1860, au lendemain de l’Annexion de la Savoie à la France, mandature qu'il garde jusqu'en 1874. Puis, il est réélu en 1878 et garde cette fonction jusqu'en 1888. Élu du canton de Montmélian, il devient président du conseil général de la Savoie entre 1874 et 1886.
Il est élu député de la Savoie, sous l'étiquette Union républicaine en 1876 et le reste jusqu'en 1885 où il ne se représente pas. En mai 1877, il est l'un des 363 opposants au ministère de Broglie.
Il obtient la légion d'honneur, en 1861.
Il tente de placer son fils, Jean-Baptiste, qui devient conseiller municipal de Chambéry, puis conseiller général du canton de Chambéry-Nord pour la Fédération républicaine,.
Il meurt le 14 janvier 1891, à Sainte-Hélène-du-Lac, selon les bases Sycomore et Leonore. François Miquet (1896) donnait dans sa notice 12 janvier 1891, à Chambéry. 

## Décoration
François Bel a été fait :
Modèle:Déco Déco Chevalier de la Légion d'honneur